# Fufín (Monterroso)
Fufín (llamada oficialmente San Martiño de Fufín) es una parroquia y una aldea española del municipio de Monterroso, en la provincia de Lugo, Galicia.

## Organización territorial
La parroquia está formada por una entidad de población:
- Fufín

## Demografía
Gráfica demográfica de la aldea y parroquia de Fufín según el INE español:
| Gráfica de evolución demográfica de Fufín entre 2000 y 2020 |
|                                                             |
| Datos según el nomenclátor publicado por el INE.            |